# Teodorico I di Paderborn
Teodorico I, in tedesco Theoderich, Teodor o Dietrich, (... – 8 dicembre 916) fu vescovo di Paderborn dall'ottobre 908 alla morte.

## Biografia
Praticamente nessun documento riguardo alla vita e del lavoro di Teodorico è sopravvissuto.Tuttavia fu il periodo delle invasioni ungare dell'Europa e dei conflitti tra i ducati di Sassonia e di Franconia. Durante la rivolta del duca Enrico l'Uccellatore contro il re Corrado, i vescovi sassoni si schierarono con Enrico. Nel castello collinare di Eresburg (Marsberg) nel vescovado di Paderborn nel 915 cominciò una sanguinosa faida in cui si suppone che anche Teoderico abbia partecipato militarmente. 
Teodorico morì l'8 dicembre 916 ed è molto probabilmente sepolto nella cattedrale di Paderborn.